# قاچاق جنسی در کامبوج

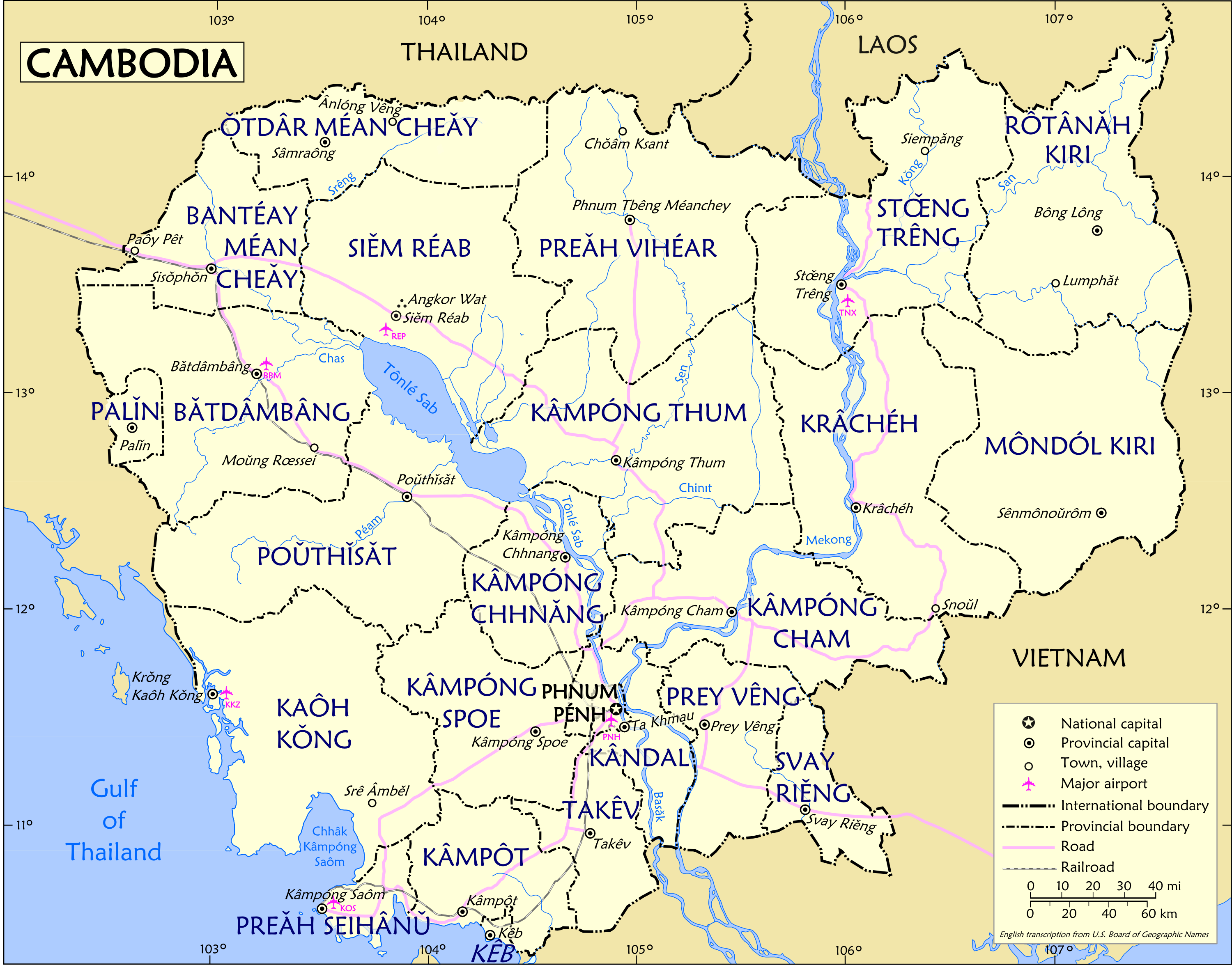
زنان و دختران در داخل و خارج از تمام استان‌های کامبوج مورد قاچاق جنسی قرار می‌گیرند. آن‌ها در فاحشه‌خانه‌ها، هتل‌ها و سایر مکان‌ها در سراسر این کشور مورد تجاوز قرار می‌گیرند و از نظر جسمی و روانی آسیب می‌بینند.

قاچاق جنسی در کامبوج، قاچاق انسان به منظور استثمار جنسی و برده‌داری است که در پادشاهی کامبوج اتفاق می‌افتد. کامبوج کشور مبدأ، مقصد و ترانزیت قاچاق جنسی است.
قربانیان قاچاق جنسی در این کشور از همه گروه‌های قومی در کامبوج هستند. زنان و دختران کامبوجی در داخل و خارج از کشور هدف قاچاق و بهره‌برداری جنسی هستند. آن‌ها اغلب با تهدید مجبور به تن‌فروشی، ازدواج یا بارداری اجباری می‌شوند. قربانیان آسیب‌های جسمی و روانی متعددی را تجربه می‌کنند. برخی شکنجه می‌شوند یا به قتل می‌رسند. قاچاق و استثمار جنسی در تمام سطوح جامعه کامبوج رخ می‌دهد. عاملان قاچاق‌های جنسی شامل مردها و زن‌هایی از گروه‌های مختلف اجتماعی‌اند. تعدادی از قاچاقچیان عضو باندهای خلافکار هستند یا فعالیت آن‌ها توسط باندها تسهیل می‌شود. پدوفیل‌ها برای گردشگری جنسی به کامبوج سفر می‌کنند. میزان قاچاق جنسی در کامبوج به دلیل کمبود اطلاعات و ماهیت زیرزمینی جنایات جنسی به‌طور کامل مشخص نیست. همچنین تلاش‌ها برای مقابله با قاچاق جنسی به دلیل فساد، بی علاقگی، مشکلات مرزی، نهادهای اجتماعی از هم گسیخته، اجرای ضعیف قانون و موارد دیگر مثمر ثمر واقع نشده است. یونیسف بیان می‌کند که حدود ۳۷٪ از قربانیانی که برای استثمار جنسی در کامبوج قاچاق شده‌اند، کودکان هستند.

## قربانیان
زنان و دختران کامبوجیایی عمدتاً به چین، هنگ کنگ، ویتنام و ژاپن قاچاق می‌شوند. آن‌ها با اجبار به ازدواج یا کار در فاحشه‌خانه، که در قالب سالن‌های ماساژ و بار ظاهرسازی شده؛ و کار اجباری بدون دستمزد در خانه‌ها و مزارع مجبور می‌شوند. بسیاری از آن‌ها در اتاق‌های تاریک بدون دستشویی بسته یا حبس می‌شوند و مورد آزار و اذیت قرار می‌گیرند.
بسیاری از قربانیان قاچاق به هتل‌ها منتقل می‌شوند که تشخیص آن‌ها از فاحشه‌خانه‌ها سخت‌تر است. بازماندگان این جنایت‌ها در شرایط روانی نامساعدی هستند و برخی اقدام به خودکشی کرده و بسیاری دیگر درگیر مواد مخدر هستند. قربانیان گاهی توسط قاچاقچیان مجبور می‌شوند در بیمارستان‌ها گواهی باکرگی بگیرند. زنان و دختران خانواده‌های فقیر و کودکان و اقلیت‌ها در برابر قاچاق جنسی آسیب پذیرند.

## عاملان خشونت
قاچاقچیان اغلب بخشی از باندها هستند. مرتکبین گاهی از والدین، سایر اعضای خانواده، همسایگان یا دوستان قربانی هستند.

## تن‌فروشی اجباری آنلاین
تن‌فروشی آنلاین و قاچاق سایبری در کامبوج قرن بیست و یکم افزایش یافته است. گسترش جهانی اینترنت پرسرعت و در دسترس بودن رایانه، تبلت و تلفن‌های هوشمند به سوء استفاده جنسی آنلاین دامن زده است. برخی از زنان و دختران قاچاق شده جنسی در کامبوج مجبور می‌شوند از طریق وب‌کم به مشتریانی در سراسر جهان یا وب‌سایت‌های پورنوگرافی خدمات جنسی ارائه دهند. مشتری‌ها هزینه‌ها را از طریق ارز دیجیتال یا سایر روش‌های انتقال پول رمزگذاری شده که قابل ردیابی نباشد؛ پرداخت می‌کنند.

## فساد و رشوه دولتی
فساد دولتی در کامبوج مانع از مقابله مؤثر با قاچاقچیان جنسی است. برخی از مقامات دولتی، قضایی و پلیس با قاچاقچیان تبانی کرده‌اند.